# Самар (острво)
Самар је острво у Висаји, острвској области у централном делу Филипина. Налази се на крајњем истоку Висаје. Острво је подељено на 3 провинције: Самар, Северни Самар и Источни Самар.
То је треће острво Филипина по величини. Има површину од 13.080 km² и 1,08 милиона житеља. Највећи град на острву је Калбајог Сити (163.657 становника 2007). 
Острво је открио Шпанац Руз Лопез де Вилалобос године 1543.
Главне привредне гране су експлоатација гвожђа, бакра, дрвета и рибарство.